# Буйволов, Александр Васильевич
Буйволов, Александр Васильевич (17 октября 1913, Москва — 18 апреля 2006, Москва) — советский организатор производства, лауреат Ленинской премии в области науки и техники за 1964 год.

## Биография
Окончил Харьковский электротехнический институт (1940).
С 1941 года по 1963 год жил и работал в Чувашской АССР. Участвовал в организации Чебоксарского электроаппаратного завода. Работал начальником цеха, главным инженером, заместителем начальника и начальником производства. В 1957—1961 — директор завода, в 1961 назначен заместителем председателя Чувашского совнархоза. Являлся членом Чувашского обкома КПСС, депутатом Верховного Совета Чувашской АССР 6-го созыва (1963—1967).
С февраля 1963 по ноябрь 1965 — начальник Управления электротехнической промышленности Волго-Вятского совнархоза.

## Награды
- Три ордена Трудового Красного Знамени;
- Три ордена «Знак Почёта».
- Занесён в Почётную Книгу Трудовой Славы и Героизма Чувашской АССР (1965)